# Сполучені Штати Канади і Земля Ісуса

Сполучені Штати Канади і Земля Ісуса

Сполучені Штати Канади і Земля Ісуса (англ. United States of Canada and Jesusland - дві вигадані держави, що виникають в результаті жартівливої зміни державного кордону між Канадою та США. Такі зміни було «запропоновано» 3 листопада 2004 року на одному з Інтернет-форумів і отримало величезну популярність в американських ЗМІ.

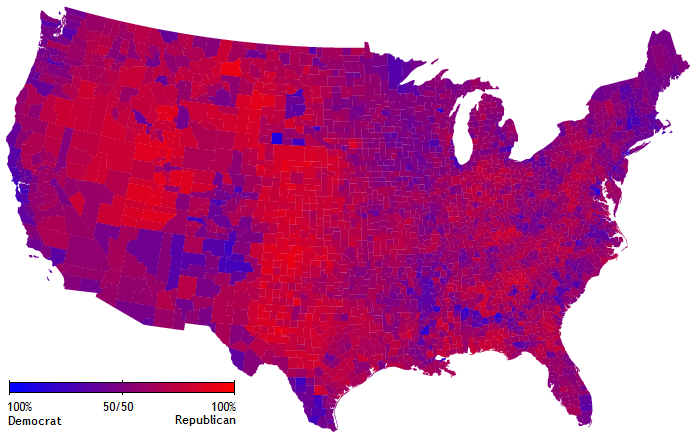
Сині округи голосували за демократів, червоні - за республіканців. Президентські вибори 2004 року

«Зміна кордонів» була навіяна результатами президентських виборів в США 2000 і 2004, коли за кандидатів від Демократичної партії Альберта Гора і Джона Керрі) проголосували штати Північного Сходу і Тихоокеанського узбережжя США, а за кандидата від Республіканської партії Джорджа Буша) проголосували решта штатів. При цьому Буш обидва рази виграв вибори. В результаті республіканські штати (крім Аляски) утворили територію без розривів, а демократичні штати також утворили територію без розривів при об'єднанні з Канадою. Попередні вибори давно не приводили до подібного чіткого територіального «розмежування».
Творці жарту стверджують, що жителі продемократичних штатів примикають щодо політичних поглядів до більш ліберальної Канади, а решта території США сповідує більш консервативні погляди, часто пов'язані з традиційним протестантизмом, звідси і назва «Jesusland» - на шосе цих штатів нерідко можна побачити гасла з ім'ям Божим: Jesus bless us, Jesus loves you, тощо. Іноді консервативну зону називають також «реднекостан» .
Існує варіант карти, на якій до Землі Ісуса віднесена найконсервативніша провінція Канади - Альберта, що граничить з республіканськими штатами. В іншому варіанті Аляска повернута Росії.
Критики такого подання територіального розколу американського суспільства вказують, зокрема, на той факт, що ні в одному штаті жодна партія не мала значної переваги. Якщо представити результат виборів не по штатах, а по округах, то карта США виявиться не розколотою на червоний і синій пояс, а скоріше змішаною, «фіолетовою»: часто два сусідніх округи голосують зовсім по різному.
На виборах 2008 такої «красивої» картини вже не вийшло: кандидат від демократів Барак Обама переміг у Нью-Мексико, Неваді, Колорадо, Флориді, Вірджинії та Північній Кароліні, так що демократичні штати не утворили нерозривну територію.
|  |  |  |